# Гурра, Мильто Сотир
Ми́льто Со́тир-Гу́рра (алб. Milto Sotir Gurra; 16 мая 1884, деревня Марян (ныне область Корча, Албания) — 1972, Тирана) — албанский прозаик, переводчик и публицист.
В молодости долгое время жил в Российской империи, был одним из лидеров патриотического движения среди албанских эмигрантов Одессы. Именно здесь написал значительную часть своих рассказов и публицистических произведений. Затем жил в Америке, Стамбуле, Софии. Окончательно вернулся в Албанию в 1921 году.
Принял участие в июньском восстании 1924 года, когда крестьяне захватили столицу страны Тирану, свергли правительство Ахмета Зогу и привели к власти демократического епископа Феофана (Ноли). Свержение правительства Ноли и возвращение Зогу к власти Сотир-Гурра воспринял как личное поражение и отошёл от политики.
После этого он занимался преимущественно художественным переводом. Ему принадлежат одни из первых переводов на албанский язык повестей Гоголя. Также переводил произведения Пушкина, Тургенева, Чехова, Горького.
Собственные произведения Сотира-Гурры — это преимущественно небольшие рассказы, этнографически окрашенные, с несложным сюжетом. Они лишены дидактичности, а социальные акценты скрытые в тексте. Автор не делает выводов (и социальных, и психологических), а подводит к ним читателя («Рождество», «Новогодний подарок», «Потеплело», в этих произведениях критики видят определенное влияние Чехова). Много внимания он уделяет описаниям крестьянских обычаев, праздников, одежды и т. п. В части рассказов чувствуется влияние романтизма («Ярость ревности», «Мать», «Любовь Матильды»), третьи ближе к очеркам и изображают картины освободительной борьбы начала XX века.

## Источник
- Г. Эйнтрей. Вехи и грани албанской прозы // Албанская новелла XIX—XX веков. Ленинград: Художественная литература, 1983, с. 12.